# Amphiscolops cinereus
Amphiscolops cinereus är en plattmaskart som först beskrevs av Graff 1874.  Amphiscolops cinereus ingår i släktet Amphiscolops och familjen Convolutidae. Inga underarter finns listade i Catalogue of Life.